# Mirosaljci (Arilje)
Mirosaljci es un pueblo ubicado en la municipalidad de Arilje, en el distrito de Zlatibor, Serbia.

## Superficie
Posee una superficie de 20,15 kilómetros cuadrados.

## Demografía
Hasta 2011 la población era de 792 habitantes, con una densidad de población de 39,30 habitantes por kilómetro cuadrado.